# Жаксы-Жалгызтау (озеро)
Жаксы́-Жалгызта́у (каз. Жақсы Жалғызтау көлі) — озеро в бассейне реки Ишим в Айыртауском районе Северо-Казахстанской области Казахстана. Расположено на западе Кокшетауской возвышенности, на высоте 358 м над уровнем моря. Площадь — 43,2 км², длина — 8,8 км, ширина — 8 км. Средняя глубина — 10,3 м, максимальная — 14,5 м. Объём воды — 368 млн м³. Зеркало озера открытое, лишь у северо-западного берега произрастает камыш (до 50 метров от берега). Дно плотное, песчано-галечное. Питание в основном дождевое и грунтовое. Река Карасу впадает в озеро только весной и в начале лета. Вытекает река Акканбурлык. Сток регулируется. Многолетнее колебание уровня воды составляет около 2-х метров. Замерзает в ноябре — апреле. Вода пресная. Используется для орошения. Водятся сазан, карп, щука и др. Обитают околоводные и водоплавающие птицы. Окрестности озера с лесостепными ландшафтами. С юго-запада к озеру вплотную примыкает гора Жаксы-Жалгызтау. На восточном берегу озера расположено село Жаксы Жалгызтау, на южном — село Приозёрное Сандыктауского района Акмолинской области.